# Fondation pour la recherche médicale
La Fondation pour la recherche médicale o FRM, è una fondazione francese fondata a titolo privato nel 1947, tra gli altri, dai professori Jean Bernard e Jean Hamburger, ma riconosciuta come fondazione senza scopo di lucro nel 1965. La sua missione è sostenere e finanziare la ricerca pubblica in tutti gli ambiti della medicina e della fisiopatologia. Il finanziamento della FRM si basa esclusivamente sulle donazioni e sui lasciti in entrata. Per far conoscere al pubblico la propria opera e consentirle di raccogliere con fiducia donazioni, la fondazione aderisce al Comitato Statuti.

## Storia
Dalla sua fondazione nel 1947, l'Associazione per la Ricerca Medica non si è limitata a finanziare la ricerca su una patologia specifica, ma su tutte le malattie: Alzheimer, cancro, infarto, leucemia, diabete, sclerosi multipla, morbo di Parkinson, malattie geriatriche, malattie infettive, malattie rare. L'associazione ottenne lo status di fondazione nel 1962 dopo che 132 ricercatori e medici firmarono un appello per il sostegno privato. Lo status di organizzazione non-profit fu riconosciuta il 14 maggio 1965.